# François de Cannart d'Hamale
François de Cannart d'Hamale, né à Louvain le 1er juin 1803 et mort à Malines le 2 octobre 1888, est un diplomate et homme politique belge. 
Il épouse la fille de Pierre Joseph de Meester, puis celle du baron Charles du Trieu de Terdonck.

## Mandats et fonctions
- Conseiller communal de Malines : 1846-1860
- Membre du Sénat belge : 1861-1884
- Consul général d'Hawaï : 1881-1885
- Consul de Venezuela : 1886-1887

## Publications
- Monographie historique et littéraire des lis, Mechelen, 1870.

## Sources
- E. de Wildeman, « François de Cannart d'Hamale » in Biographie nationale de Belgique, t. XXIX, Brussel, 1956.
- « François de Cannart d'Hamale » in Revue de l'horticulture belge et étrangère, Gent, 1888.
- Jean-Luc de Paepe & Christiane Raindorf-Gérard, Le Parlement belge, 1831-1894. Données biographiques, Brussel, 1996.